# UniMás
UniMás é uma rede de televisão americana de língua espanhola pertencente à Univision Communications com sede em Miami, Flórida; o canal foi lançado originalmente como TeleFutura em 14 de janeiro de 2002. Em 3 de dezembro de 2012, a Univision anunciou que a TeleFutura seria renomeada como UniMás, mudança que foi feita no dia 7 de janeiro de 2013 (exato dia em que faltava uma semana para o oitavo aniversário da rede).
A rede (que tem o público alvo entre homens de 18 à 35 anos) transmite telenovelas, eventos futebolísticos, e reprises de programas antigos e longas-metragens (principalmente versões dubladas em espanhol de filmes americanos). A rede teve um grande sucesso em audiência e telespectadores, tornando-se a segunda rede de televisão em espanhol mais assistida nas principais partes do dia, ficando atrás apenas da sua rede irmã Univision.